# Teenager gennem tiderne
|  | Denne artikel er oprettet af botten PalnaBot ud fra en ekstern database. Den kan derfor have sproglige fejl eller mangler. Denne skabelon kan fjernes efter kontrol af indholdet. |

Teenager gennem tiderne er en film med ukendt instruktør.

## Handling
Op gennem det 20. århundrede bliver de unge en helt ny samfundsgruppe, med egen kultur og skiftende udtryksformer. Der er læderjakker, hippier, flippere, diskere og Hip-hop'ere. Tag med på Roskilde Festival, til pigtrådskoncert i Hit House, eller oplev da Jazzmusikken kom til byen. Udvalgte historier om ungdomslivet fra 1896 til 1993.